# 斯塔妮米拉·彼得羅娃
斯塔妮米拉·彼得羅娃（1990年12月16日—）是一名保加利亞女子拳擊運動員。
她連續參加了三屆奧運會，分別是2016年里約熱內盧夏季奧運會、2020年東京夏季奧運會和2024年巴黎夏季奧運會。她在2014年世界女子拳擊錦標賽中贏得次中量級金牌。佩特羅娃也是兩次歐洲錦標賽冠軍及兩次歐洲運動會金牌得主。

## 外部連結
- 斯塔妮米拉·彼得羅娃在BoxRec（英语）
- 斯塔妮米拉·彼得羅娃在Olympics.com（英语）
- 斯塔妮米拉·彼得羅娃在Olympedia（英语）